# Desa Cijurey (administrativ by i Indonesien, lat -6,99, long 107,00)
Desa Cijurey är en administrativ by i Indonesien.   Den ligger i provinsen Jawa Barat, i den västra delen av landet, 90 km söder om huvudstaden Jakarta.